# Aoi Koga
Aoi Koga (古賀 葵?, Koga Aoi; Prefettura di Saga, 24 agosto 1993) è un'attrice e doppiatrice giapponese.
È affiliata a 81 Produce. È nota per i suoi ruoli come Sora Kaneshiro in Angel's 3Piece!, Yuri Miyata in Two Car, Paimon in Genshin Impact, Kaguya Shinomiya in Kaguya-sama: Love is War e Shoko Komi in Komi Can't Communicate. Faceva anche parte del gruppo musicale Baby's Breath insieme agli altri membri del cast principale di Angel's 3Piece!.

## Biografia
Koga ha avuto un interesse per gli anime sin dalla sua infanzia, guardando serie come Card Captor Sakura e Magica Doremì. Si è interessata per la prima volta al doppiaggio dopo aver visto il programma televisivo Okaasan to Issho ed essersi appassionata agli spezzoni dello spettacolo in cui erano presenti delle marionette. Questo le ha fatto desiderare di "diventare amica delle bambole" e, insieme al suo interesse per gli anime, l'ha aiutata a decidere di intraprendere una carriera nel mondo dell'intrattenimento.
Con l'obbiettivo di diventare una doppiatrice, ha preso lezioni di recitazione in una scuola professionale a Fukuoka. In seguito si è iscritta alla scuola di formazione dell'agenzia 81 Produce, affiliandosi alla stessa al termine della sua formazione. Il suo primo ruolo in un anime è stato quello di una donna in Rocca: Braves of the Six Flowers. Nel 2017, è stata scelta per interpretare il personaggio di Sora Kaneshiro in Angel's 3Piece!; è anche entrata a far parte della band Baby's Breath insieme a Yuko Ono e Yurika Endō, le doppiatrici delle co-protagoniste nella serie. Successivamente è stata scelta per interpretare Yuri Miyata in Two Car, dove ha interpretato la sigla di chiusura della serie "Angelica Wind" insieme alla doppiatrice della co-protagonista Aimi Tanaka. Nel 2019, ha interpretato il ruolo di Kaguya Shinomiya in Kaguya-sama: Love is War, grazie al quale ha vinto il premio - migliore attrice protagonista al 14° Seiyu Awards. Ha anche fatto un cameo nell'adattamento cinematografico live action di Kaguya-sama: Love is War.

## Doppiaggio

### Anime
2015
- Jewelpet: Magical Change[7]
- Rokka: Braves of the Six Flowers - donna[1]
- Owarimonogatari - compagno di classe
- Sakurako-san no ashimoto ni wa shitai ga umatteiru - Mari

2016
- Beyblade Burst - Momoko Ogi[7]
- Le bizzarre avventure di JoJo: Diamond Is Unbreakable - Akemi
- Aikatsu Stars! - Airi Amemiya, Umi Kaiyama e Yuri Ashida
- Kiznaiver - studentessa
- Shounen Ashibe GO! GO! Goma-chan - Yumiko-chan
- Sono Sakamoto, perché? - studentessa
- Naria Girls - Hanabi

2017
- Beyblade Burst God - Honey Guten
- Angel's 3Piece! - Sora Kaneshiro[3]
- Two Car - Yuri Miyata[4]

2018
- Zombieland Saga - Maria Amabuki[8]

2019
- Kaguya-sama: Love is War - Kaguya Shinomiya[5]
- Kōya no Kotobuki Hikōtai - Betty[9]
- Fairy Gone - Chima[7]
- Demon Slayer - Kimetsu no yaiba - Rokuta Kamado
- Kenja no mago - Christina Hayden
- A Certain Scientific Accelerator - Naru[10]
- Cautious Hero - Elulu [11]
- Kemono Michi: Rise Up - Ceris [12]
- Machikado Mazoku - Dog Lady [13]

2020
- Asteroid in Love - Sayuri Ibe[14]
- Kaguya-sama: Love is War - Kaguya Shinomiya[5]
- Un certo Scientific Railgun T - Naru [15]
- Super HxEros - Chiya Hoya [16]

2021
- Kyūkyoku Shinka shita Furu Daibu RPG ga Genjitsu yori mo Kusoge Dattara - Kaede Yuki[17]
- How Not to Summon a Demon Lord Ω - Rose[18]
- Zombie Land Saga Revenge - Maria Amabuki[8]
- Bokutachi no Rimeiku - Aki Shino[19]
- Blue Period - Yamamoto [20]
- Komi Can't Communicate - Shouko Komi[21]
- Senpai ga Uzai Kōhai no Hanashi - Mona Tsukishiro[22]
- Build Divide -#00000 (Code Black)- - Hiyori Tori[23]
- 180-Byō de Kimi no Mimi o Shiawase ni Dekiru ka? - Kanako[24]

2022
- Build Divide -#00000 (Code White)-, Hiyori Tori[23]
- Kunoichi Tsubaki no Mune no Uchi - Ajisai[25]
- Kaguya-sama: Love Is War -Ultra Romantic- - Kaguya Shinomiya[5]
- Shine Post - Natalya[26]

2023
- Hirogaru Sky! Pretty Cure - Ellee / Cure Majesty
- Synduality: Noir - Noir[27]
- 16bit Sensation: Another Layer - Konoha Akisato[28]

2024
- Le mie adorate maghette - Kiwi Araga
- Fate/strange Fake - Tsubaki Kuruoka

2025
- I May Be a Guild Receptionist, But I'll Solo Any Boss to Clock Out on Time - Lululee Ashford[29]
- Kowloon Generic Romance - Youmei[30]
- From Bureaucrat to Villainess: Dad's Been Reincarnated! - Lucas Vierge

### Film anime
2021
- Princess Principal: Crown Handler - Ange[31]

### Original net animation (ONA)
2021
- Yōjo Shachō - Nowani[32]

2022
- Kakegurui twin - Mikura Sado[33]

2023
- Yōjo Shachō R - Nowani[34]
- Scott Pilgrim - La serie - Knives Chau

### Live action
2019
- Kaguya-sama: Love Is War - personale del cinema[35]

### Live action televisivi
2021
- Voice: 110 Emergency Control Room 2 - Tomoko Murata[36]

### Doppiaggio
2020
- Il trenino Thomas - Gabriela, Darcy e Cleo

2022
- Link Click - Qiao Ling/Rin[37]

### Pubblicità
- Toyota Raize - Luna[38]

### Videogiochi
2014
- Granblue Fantasy - Mireille[39]

2015
- Fate/Grand Order - Berserker/Kriemhild

2016
- Girls' Frontline - FNP-9, M950A
- Honkai Impact 3rd - Rozaliya Olenyeva

2017
- Drive Girls - Galaxa
- Magia Record - Kush Irina
- Azur Lane - Nicoloso da Recco
- MapleStory - Lara
- Dead or Alive Xtreme Venus Vacation - Lobelia
- Sword Art Online: Integral Factor - Sanya

2018
- Naruto to Boruto: Shinobi Striker - Voce Avatar
- Dragalia Lost - Catherine

2019
- Code Vein - Voce avatar femminile
- Action Taimanin - Noah Brown, Shisui Amamiya

2020
- Genshin Impact - Paimon[40]
- Sakuna: Of Rice and Ruin - Yui

2021
- Cookie Run: Kingdom - Pastry Cookie
- Alchemy Stars - Pact
- Demon Slayer: Kimetsu no Yaiba - The Hinokami Chronicles - Rokuta Kamado

2022
- Heaven Burns Red - Tama Kunimi
- Babylon's Fall - Prisca
- Xenoblade Chronicles 3 - Ino
- The Legend of Heroes: Trails through Daybreak II - Jolda[41]

2023
- Loop8: Summer of Gods - Ichika

2025
- Fantasy Life i: La ragazza che ruba il tempo - Monika
- Rune Factory: Guardians of Azuma - Pilika